# Afri-Ski
Afri-Ski – ośrodek narciarski w Lesotho, w paśmie Gór Smoczych, na północy parku Maluti-Drakensberg Transfrontier Park. Jest jedynym, obok Tiffindell (oddalonym o 219 km), kompleksem narciarskim w Afryce Południowej.
Trasy obejmują dwa szlaki. Znajdują się tam 4 wyciągi naziemne, restauracja oraz bar.